# Umberto Betti
Umberto Betti O.F.M. (Pieve Santo Stefano, 7 maart 1922 - Fiesole, 1 april 2009) was  een Italiaans geestelijke en kardinaal van de katholieke kerk.
Betti trad op zijn vijftiende in bij de Franciscanen en deed zijn eerste gelofte in 1938. Zijn eeuwige gelofte legde hij af in 1943 en in 1946 werd hij priester gewijd. Hij promoveerde vervolgens tot doctor in de theologie aan de Université catholique de Louvain. Hij werd hoogleraar aan de Pauselijke Universiteit Antonianum in Rome, waar hij tot 1991 zou doceren. Hij was lid van de voorbereidende theologische commissie van het Tweede Vaticaans Concilie. Van 1991 tot 1995 was hij rector van de Pauselijke Lateraanse Universiteit in Rome. Ter gelegenheid van zijn emeritaat werd hij onderscheiden in de orde Pro Ecclesia et Pontifice. 
Tijdens het consistorie van 24 november 2007 werd hij verheven tot kardinaal-diaken en kreeg hij de Santi Vito, Modesto e Crescenzia als titeldiakonie. Vanwege zijn leeftijd hoefde hij niet tot bisschop te worden gewijd. Aangezien hij bij zijn verheffing tot kardinaal al ouder was dan 80 jaar, kon hij niet deelnemen aan toekomstige conclaven.
- Bibliothèque nationale de France: cb11566753c (data)
- Gemeinsame Normdatei: 119346753
- International Standard Name Identifier: 0000 0001 1591 0419
- Library of Congress Control Number: n86003926
- Nationale Bibliotheek van Tsjechië: xx0241965
- Nederlandse Thesaurus van Auteursnamen: 096951648
- Réseau des bibliothèques de Suisse occidentale: 02-A003001987
- Istituto Centrale per il Catalogo Unico: CFIV118830
- Système universitaire de documentation: 110212495
- Trove: 1176119
- Virtual International Authority File: 7384844
- WorldCat: E39PBJkhFhwYcpfqwDMBBJQcyd